# Okinskij rajon
L'Okinskij rajon (in russo Окинский район?) è un municipal'nyj rajon della Repubblica autonoma di Buriazia, nella Siberia. Istituito nel 1940, occupa una superficie di 26.012 chilometri quadrati, ospita una popolazione di circa 5.348 abitanti ed ha come capoluogo Orlik.